# Александър Караманов
Александър (Ацо) Василев Караманов е югославски комунистически партизанин и български поет.

## Биография
Александър е роден през 1927 година в град Радовиш, тогава в Кралството на сърби, хървати и словенци, като най-голямото дете в семейството на Васил и София Караманови. Когато е само на три месеца, семейството напуска родното му място. Поради работата на баща му се местят първо в Белград, а след това се установяват в селото Велико Ораше в околностите на Смедерево. Там той завършва основното си образование и се проявява неговата ранна любов към литературата. Той написва първите си стихове във втори клас, т.е. на 9-годишна възраст. Осъзнавайки таланта на Караманов, неговият учител го подтиква да продължи в прогимназията в Смедерево.
По време на Втората световна война от 1941 до 1944 година, когато е установено българското управление в Македония, баща му получава работа в Скопие. В 1941 година Ацо се записва в Първа мъжка гимназия в Скопие, където продължава образованието си. По-късно той се присъединява към Съюза на комунистическата младеж на Югославия. В края на май 1944 година семейството се премества обратно в Радовиш.
На 5 септември 1944 година Съветският съюз обявява война на Царство България, а българските войски получават заповед за изтегляне към старите граници на Царството. Същия ден той се присъединява към Титовите партизани, като влиза в четвърти батальон на Четвърта македонска ударна бригада. На 17 септември е преместен в Тринадесета македонска ударна бригада в рамките на Петдесета македонска дивизия на НОВЮ. Умира от раните си, получени при изпълнение не разузнавателна акция на германски части през нощта на 9 срещу 10 октомври 1944 година край Берово.

### Творчество
Творчеството на Караманов е писано на сърбо-хърватски и основно на български език. Част от него не е преведена на македонски, поради изразените вътре пробългарски тежнения на автора. Според изследване на доц. д-р Александър Йорданов, в македонските архиви се съхраняват непубликувани текстове на поета, посветени на национални герои от българската история, свидетелстващи за неговата национална идентичност.
В чест на Караманов в родния му Радовиш се провежда ежегоден поетичен фестивал „Караманови средби“.